# أصلة شبكية
الأصلة الشبكية (الاسم العلمي: Python reticulatus) هي نوع من الأصلات موطنها جنوب وجنوب شرق آسيا. هي أطول ثعبان في العالم، وثالث أثقل ثعبان بعد الأناكوندا الخضراء والأصلة البورمية. أُدرجت على أنها نوع غير مهدد في القائمة الحمراء للأنواع المهددة بالانقراض بسبب توزعها على نطاق واسع. 
في العديد من البلدان في نطاقها، تُصطاد من أجل جلدها، ولاستخدامها في الطب التقليدي، ولبيعها كحيواناتٍ أليفة، حيث تعتبر من أهم الزواحف من الناحية الاقتصادية في جميع أنحاء العالم.
هي سباحة ماهرة رُصدت في أماكن بعيدة في البحر، واستعمرت العديد من الجزر الصغيرة الواقعة ضمن نطاقها. الأصلة الشبكية هي ثعبان غير سام، لكنها قتلت والتهمت أشخاصا بالغين.

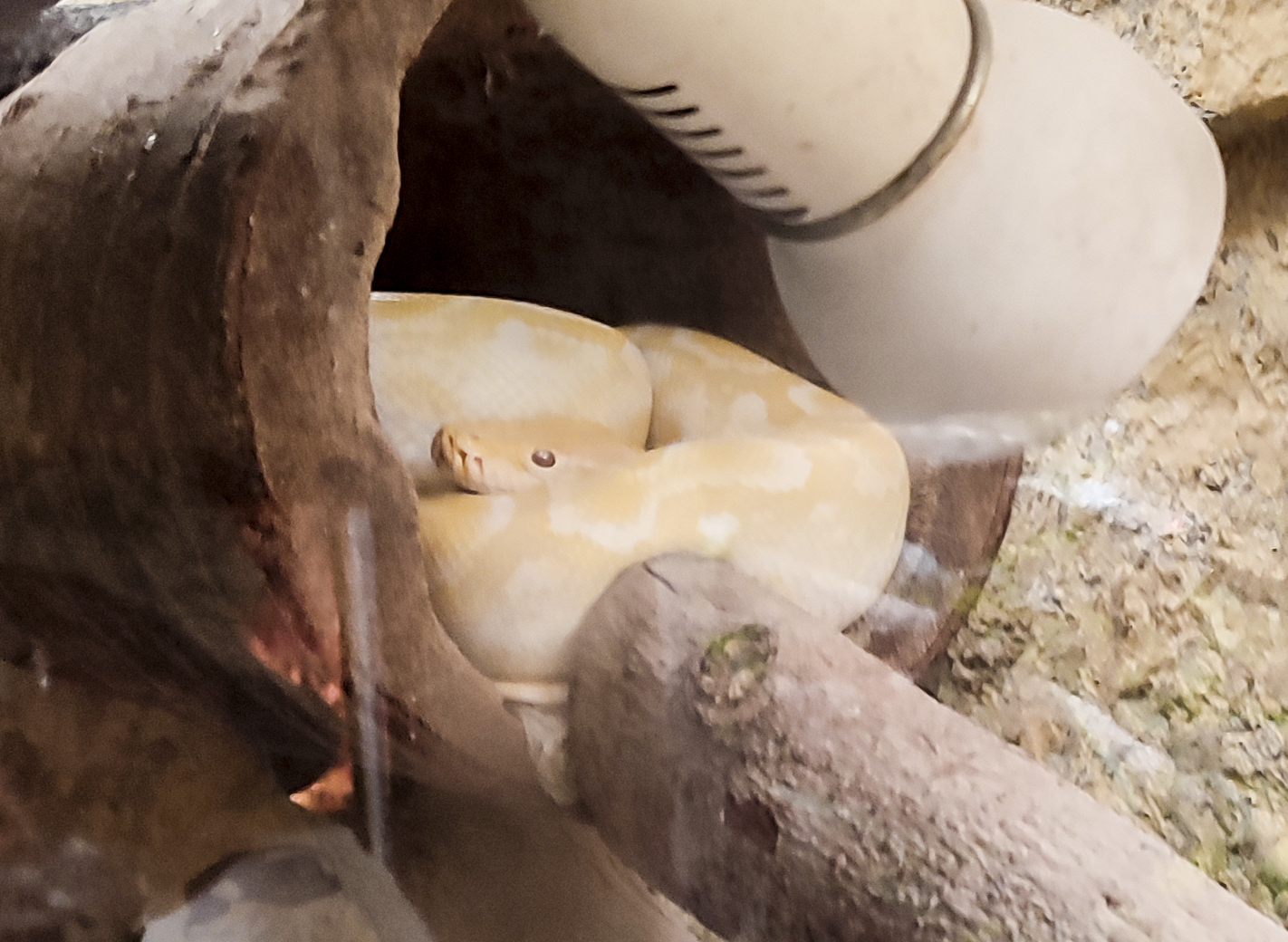
أصلة شبكية من الحدائق العجيبة لبوقنادل.